# Gärdhems kyrkoruin

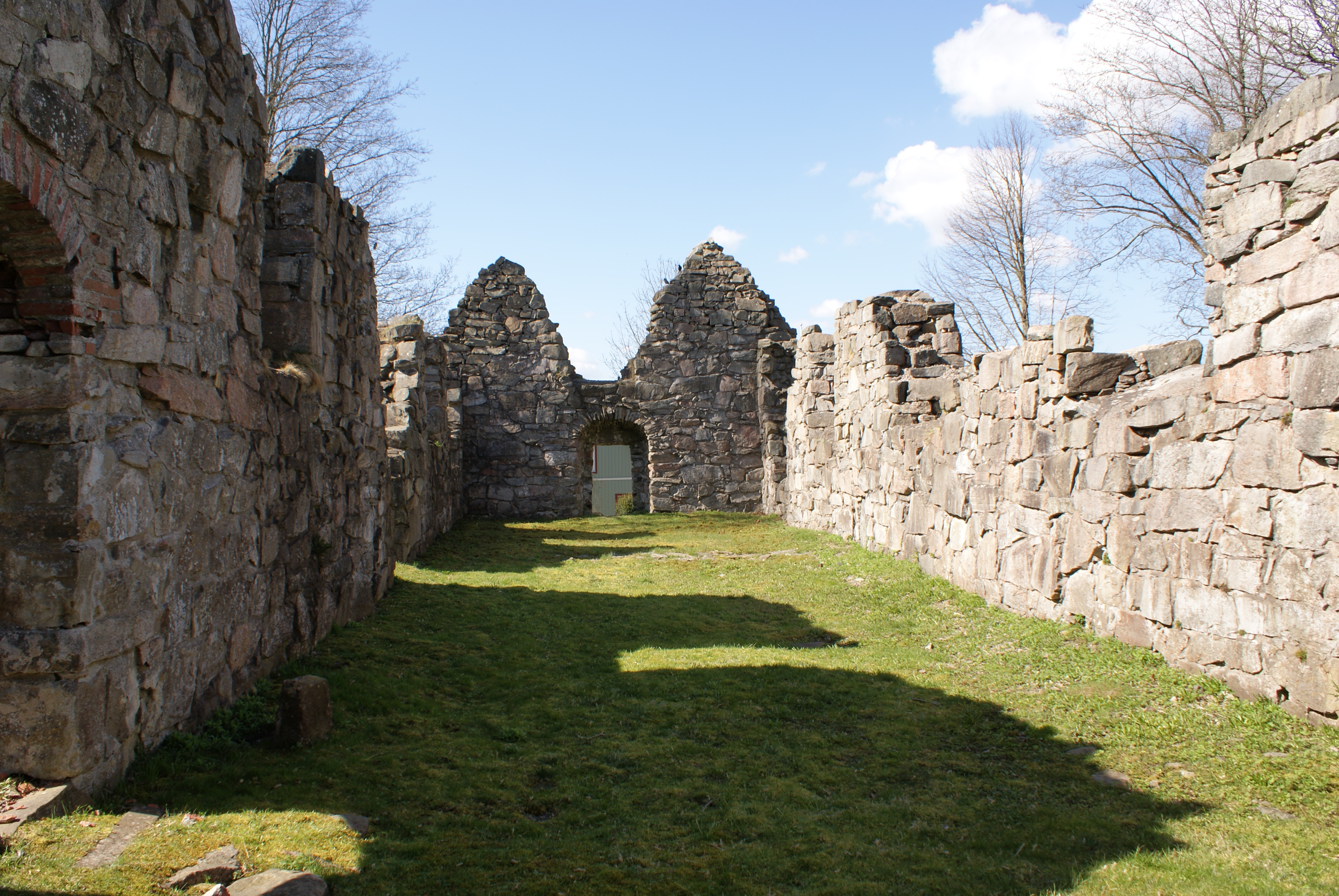

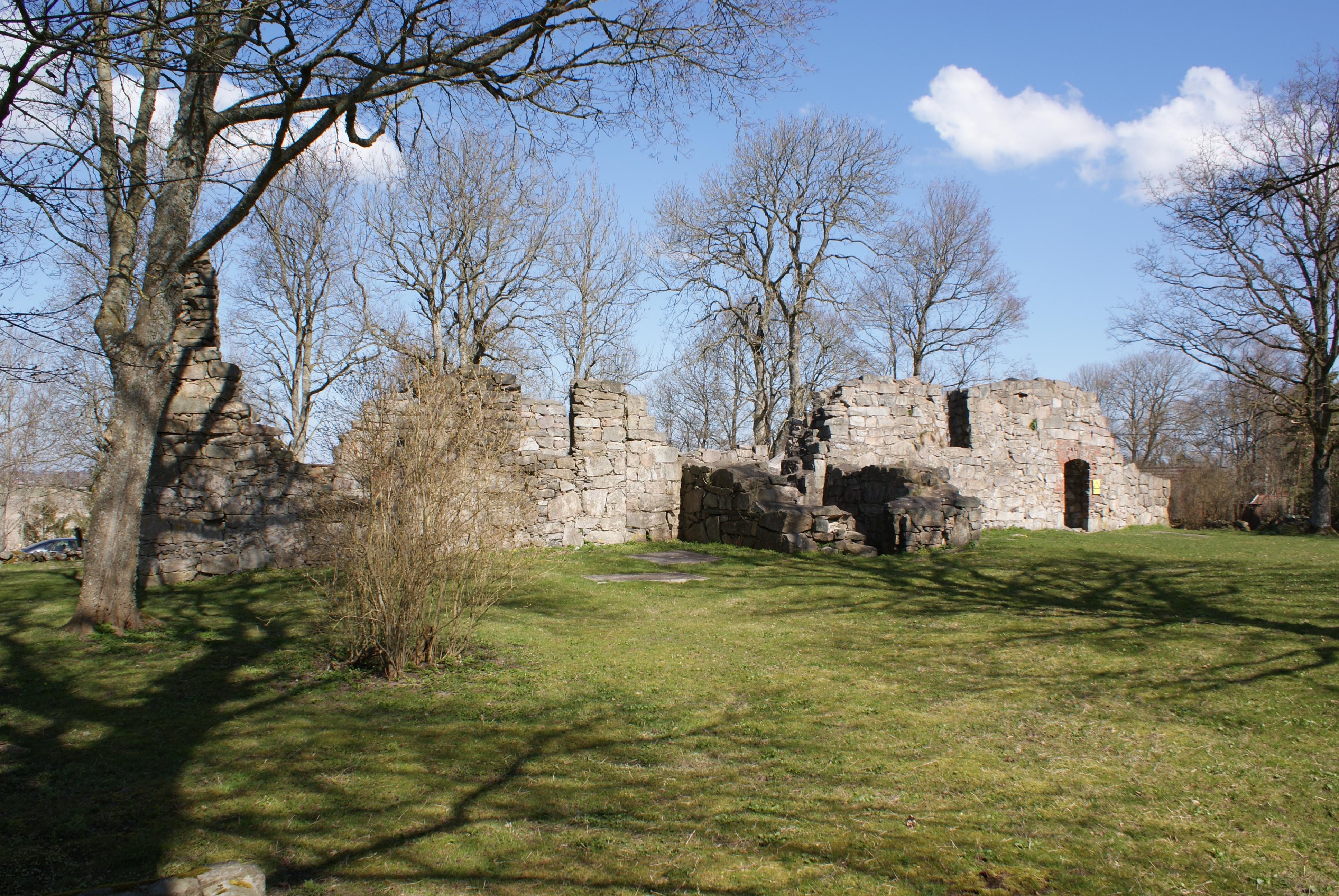

Gärdhems kyrkoruin ligger någon kilometer norr om nuvarande Gärdhems kyrka i Trollhättans kommun.
Kyrkan var ursprungligen byggd under 1100-talet i romansk stil med rakslutet kor och sydportal. Vapenhuset tillkom troligen under senmedeltiden.
I början av 1700-talet konstaterades vid en biskopsvisitation att kyrkan var för liten och 1727-31 byggdes den därför ut både mot öster och väster. Sakristian tillkom samtidigt. Kyrkan blev nu 32 meter lång. Bredden var oförändrat 10 meter. Byggnaden synes ha varit putsad.
När socknen på nytt diskuterade en ombyggnad på 1860-talet togs i stället beslut om att bygga en ny kyrka någon kilometer söderut. Den nya kyrkan stod klar 1879.
1942-43 restaurerades kyrkoruinen under ledning av Erik B. Lundberg och samtidigt gjordes arkeologiska utgrävningar för att fastställa kyrkans form. I koret finns en igenfylld gravkammare för ätten Natt och Dag. Utanför kyrkan har Axel Eriksson Soop från Velanda, död 1637, haft sin grav. Den vackert huggna gravstenen förvaras numera i kyrkoruinens takskyddade sakristia. En liljesten, en gravsten från den romanska tiden som ornerades med växtslingor, hittades vid utgrävningarna och finns nu i Gärdhems nya kyrka. Även dopfunten som daterats till 1200-talets första hälft flyttades över till den nya kyrkan.
För att komma till kyrkoruinen kör man in på vägen mot Bol som är mitt emellen Gärdhemskorsningen och Gärdhems kyrka.